# 17051 Oflynn
17051 Oflynn (1999 FW46) là một tiểu hành tinh vành đai chính được phát hiện ngày 20 tháng 3 năm 1999 bởi Nhóm nghiên cứu tiểu hành tinh gần Trái Đất phòng thí nghiệm Lincoln ở Socorro.